# Alénya
Alénya (en catalán: Alenyà) es una ciudad francesa situada en el departamento de los Pirineos Orientales y la región de Occitania. Su gentilicio francés es Alényanais.
Situada en el valle costero próximo al lago de Canet-Saint-Nazaire, Alénya, perteneció, en el siglo XIV, al vizconde de Canet.

## Geografía

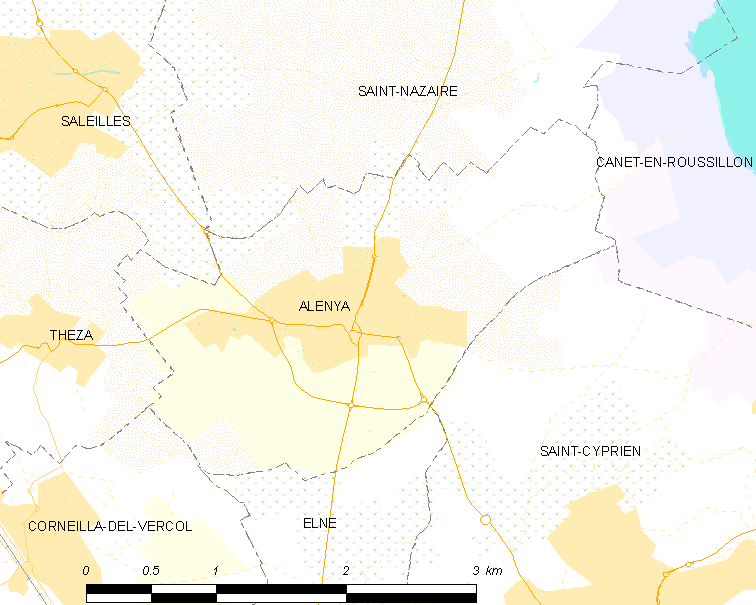
Situación de Alénya

## Gobierno y política

### Alcaldes
| Alcalde             | Período   |
| ------------------- | --------- |
| Simone Parrot       | 1965-1983 |
|                     |           |
| Jacques Pumareda    | 2001-2014 |
| Jean André Magdalou | 2014 -    |

## Demografía
| 695 | 678 | 1006 | 1211 | 1562 | 2318 |
| Para los censos de 1962 a 1999 la población legal corresponde a la población sin duplicidades (Fuente: INSEE [Consultar]) |     |      |      |      |      |

Su población fue disminuyendo durante el siglo XIX, pero en la actualidad su progresión es notable, dada su cercanía a Perpiñán así como a las playas.